# Lukáts Andor
Lukáts Andor (Kaposvár, 1943. március 11. – Budapest, 2025. január 24.) Kossuth- és Jászai Mari-díjas magyar színművész, érdemes művész, rendező, egyetemi tanár, színházigazgató.

## Életpályája
Szülei: Lukáts Andor és Vajthó Erzsébet. A kaposvári Mélyfúró Vállalat, a Ganz–MÁVAG lakatosa, a MN Tiszti Ház dekoratőre volt. Gyermekkorában hét évet töltött intézetben. A Pinceszínházban kezdte pályáját mint amatőr színész. 1972–1977 között szerződött a kaposvári Csiky Gergely Színházhoz segédszínésznek, 1977–1991 között színésze, 1982–1991 között rendezője volt. 1991–1994 között szabadfoglalkozású színész, 1994–2008 között a Budapesti Katona József Színház tagja. 2008-ban megalapította a Sanyi és Aranka Színházat, melynek igazgatója volt. A Színház- és Filmművészeti Egyetem adjunktusa volt.
Ő rendezte a Budapesti Katona József Színház történetének legnagyobb szériában futó darabját, a Portugált. Az utolsó, 423. előadás 2018. október 18-án volt – pontosan húsz évvel a bemutató után.

### Családja
Két fia született: Lukáts Lőrinc (1990–) és Lukáts Gergely (1995–).

## Színházi munkái

### Színészként
- Suassuna: A kutya testamentuma... Manuel
- Bertolt Brecht: Kurázsi mama...
- William Shakespeare: Ahogy tetszik... Amiens
- Szuhovo-Kobilin: Tarelkin halála... .
- Burkhard: Tűzijáték... Józsi
- Sütő András: Egy lócsiszár virágvasárnapja... Nemes
- Vekerdy Tamás: Jelenetek Rákóczi életéből...
- Arden-D’Arcy: Királyi kegy, avagy a színésszé lett katona... William
- Dosztojevszkij: Ördögök... Sigaljov
- Molière: Úrhatnám polgár... Filozófiatanár
- Wesker: A konyha... Kevin
- Bertolt Brecht: A kaukázusi krétakör...
- Euripidész: Bakkhánsnők... Pásztor
- Samuel Beckett: Godot-ra várva... Lucky
- Buero Vallejo: Az alapítvány ... Lino
- Sütő András: Csillag a máglyán... Antal
- Kerekes János: Állami áruház...
- Osztrovszkij: Erdő... Jevgenyij Apollonics Milonov
- Sarkadi Imre: Oszlopos Simeon, avagy lássuk, Uramisten mire megyünk... Jób
- Milne: Micimackó... Tigris
- Shakespeare: Troilus és Cressida... Patroclus
- Okudzsava: Merszi! - avagy Sipov kalandjai... Girosz
- Csehov: Ivanov... Jegoruska
- Olesa: A három kövér... Tibullus
- Szigligeti Ede: Liliomfi... Swartz
- Móricz Zsigmond: Rokonok... Péterfi dr.
- Foster: I. Erzsébet... Lord Burghley; Nostradamus; Lazarus Tucker; Adelantado; Gyilkos; Hugenotta; Spanyol hajó
- Carlo Collodi: Pinokkió kalandjai... Róka
- Brecht: A szecsuáni jólélek... Vang
- Gombrowicz: Esküvő... Részeg
- Hrubin: Augusztusi vasárnap... Különös úr
- Braden: Silver Queen Szalon... Mojave
- Molière: Don Juan... Sganarelle
- Bereményi Géza: Halmi, vagy a tékozló fiú... Halmi
- Kander-Ebb: Kabaré... Clifford Bradshaw
- Arden: Élnek, mint a disznók (Gyöngyélet)... Füstölthús; Tengerész Sawney
- Middleton-Rowley: Átváltozások... De Flores
- Harold Pinter: Hazatérés... Lenny
- Shakespeare: Szentivánéji álom... Zuboly; Tetőfi Péter ács
- Kleist: Az eltört korsó... Sugár írnok
- Kander-Ebb: Chicago... Kikiáltó
- Turgenyev: Egy hónap falun... Iszlajev
- Peter Weiss: Jean-Paul Marat üldöztetése és meggyilkolása, ahogy a charentoni elmegyógyintézet színjátszói előadják De Sade úr betanításában... Jean-Paul Marat
- O’Neill: Irány keletnek, Cardiff...
- O’Neill: Hosszú az út hazafelé...
- O’Neill: A kötél...
- Shakespeare: III. Richárd... George
- Molnár Ferenc: Liliom (egy csavargó élete és halála)... Liliom
- Büchner: Leonce és Léna... Valerio
- Illyés Gyula: Kegyenc... Valentinianus császár
- Gogol: A revizor... Pjotr Ivanovics Bobcsinszkij
- Ödön von Horváth: Kasimir és Karoline... Szemes Franz
- Genet: A balkon... Roger
- Katajev: A Werthert már megírták... Max Markin
- Müller Péter: Búcsúelőadás... Bárió Bárió
- Shakespeare: Hamlet, dán királyfi... Hamlet atyja szelleme; Színészkirály; Első sírásó
- Karinthy-Spiró: A kert... Parancsnok
- Bulgakov: A Mester és Margarita... Korovjov lovag
- Csehov: Cseresznyéskert... Lopahin
- Williams: A vágy villamosa... Stanley
- Euripidész: Alkésztisz... Kar
- Barrie: Pán Péter... Pán Péter
- Lenz: A nevelő... Lauffer
- Koenigsmark: Agyő, kedvesem!... Házmester
- Ionesco: Különóra... Tanár
- Shaw: Szent Johanna... Dunois
- Carlo Goldoni: Velencei terecske... Lovag
- Mrozek: Rendőrség... Fogoly
- Örkény István: Pisti a vérzivatarban... Félszeg
- Szophoklész: Oidipusz király... Oidipusz
- Eörsi István: A kihallgatás... Kolosy Kálmán
- Shakespeare: Othello... Othello
- Gombrowicz: Yvonne, burgundi hercegnő... Kamarás; Valentin
- Marivaux: Rabszolgák szigete... Arlequin
- Calderón de la Barca: Az élet álom... Clotaldo
- Molière: Mizantróp... Alceste
- Gorkij: Éjjeli menedékhely... Luka
- Horváth Péter: Csao Bambino... Ő
- Shakespeare: Macbeth... Macbeth
- Kosztolányi Dezső: Néró, a véres költő... Seneca
- Barker: Jelenetek egy kivégzésből... Carpeta
- Marsak: A bűvös erdő... Professzor
- Halász-Kornis-Bereményi: Hatalom, Pénz, Hírnév, Szépség, Szeretet...
- Molière: A fösvény... Jacques
- Halász Péter: Sanyi pilóta...
- Reza: 'Művészet'... Yvan
- Stoppard: Árkádia... Noakes
- Dorst: Paul úr... Schwarzbeck
- Shakespeare: Pericles, Tyrus hercege... Pericles; Antiochus; Simonides
- Kleist: Közellenség (Kohlhaas)... Luther Márton; Herse
- Halász Péter: Nosferatu org...
- Kroetz: A vágy... Ottó
- Molnár Ferenc: Játék a kastélyban... Turay
- Molière: Tartuffe... Orgon
- Weöres Sándor: Szent György és a sárkány... Drinus rhétor
- Schnitzler: Távoli vidék... Friedrich Hofreiter
- Fosse: Őszi álom... Apa
- Kleist: A bosszú (A Schroffenstein-család)... Sylvius
- Spiró György: Koccanás... Belemenő
- Wedekind: Lulu... Schigolch
- Canev: Szókratész utolsó éjszakája... Szókratész; Őr
- Háy Gyula: Appassionata... Marcell
- Rojas: Celestina avagy Calisto és Melibea tragikomédiája... Pleberio
- Bodó-Vinnai-Tasnádi: Bérháztörténetek 0.1...
- Nabokov: Lolita... Úr
- Móricz Zsigmond: Úri muri... Zsellyei Balogh Ábel
- Dés László: Sose halunk meg... Deutsch bácsi
- Vinnai András: Lefitymálva... Simon; Rosenzweigbergerstein; Kiválasztott
- Térey János: Protokoll... Laci bácsi
- Závada Pál: Jadviga párnája... Gregor; Pap
- Gogol: Holt lelkek ... Sejmesin:
- Forgách András: Az üzenet - Dr. Kafka utolsó szerelme... Klopstock Róbert:
- Molière: Képzelt beteg... Argan
- Shakespeare: Troilus és Cressida (1977)
- Joe DiPietro: A folyón túl Itália... Frank

### Rendezőként
- Thomas Mann: Mario és a varázsló (1983)
- Vancura: Szeszélyes nyár (1984)
- Csehov: A hosszú úton (1986)
- Fellni: Etűdök a szerelemről (1986)
- Jarry: Übü király (1987)
- Mrozek: Mészárszék (1989)
- Puskin: Borisz Godunov (1990)
- O'Neill: Utazás az éjszakába (1992)
- Wesker: Konyha (1992)
- William Shakespeare: Romeo és Julia (1992)
- Kesey: Kakukkfészek (1994)
- Halász-Kornis-Bereményi: Hatalom, Pénz, Hírnév, Szépség, Szeretet (1994)
- Dürrenmatt: A csendestárs (1996)
- William Shakespeare: Ahogy tetszik (1997)
- Harold Pinter: A gondnok (1997)
- Molière: A mizantróp (1998)
- Egressy Zoltán: Portugál (1998)
- Csehov: Platonov (1999)
- Szlavkin: Karikajáték (2000)
- Ramuz: A katona története (2000)
- Molnár Ferenc: Liliom (2001, 2009)
- Egressy Zoltán: Kék, kék, kék (2001)
- Gethe: Stella (2002)
- Euripidész: Élektra (2004)
- Euripidész: Hippolütosz (2004)
- Euripidész: Andromakhé (2004)
- Euripidész: Alkésztisz (2004)
- LaBute: A modell (2005)
- Baricco: Novecento - Az óceánjáró zongorista (2005)
- Monteverdi: Poppea megkoronázása (2005)
- Eörsi István: Halálom reggelén (2006)
- Kyd: Spanyol tragédia (2006)
- McDonagh: Macskabaj (2007)
- Sütő András: Egy lócsiszár virágvasárnapja (2007)
- Bergman: Rítus (2008)
- Ruhl: Tiszta vicc (2008)
- Faragó Béla: Az átváltozás (2009)
- Csehov: 
  - A cseresznyéskert (2010)
  - A medve (2013)
- Sztravinszkij: A katona története (2010)
- Osborne: Dühöngő ifjúság (2010)
- Harold Pinter: A gondnok

## Filmjei

### Színészként
- Fehér sereg (1971; rövid játékfilm)
- Holnap lesz fácán (1974)
- Napló (1975; tévéfilm)
- Vörös rekviem (1975) – Kishiday
- A kétfenekű dob (1977) – Tamás; De Corey Márki
- A három jószívű rabló (1979; tévéfilm) – Jeszper
- Majd holnap (1979) – István
- Tíz év múlva (1979) – Andorkó Pál
- Nagyvárosi kanyarok (1981) – Marik Miklós
- Optimisták 1-5. (1981-1985; tévésorozat)
- Női kezekben (1981; tévéfilm)
- Bambini di Prága, 1947 (1982; tévéfilm)
- Faustus doktor boldogságos pokoljárása (1982; tévésorozat)
- A pronuma bolyok története (1983)
- Elveszett illúziók (1983) – Carlos Herrera
- A revizor (1984; tévéfilm)
- Angyali üdvözlet (1984)
- Eszkimó asszony fázik (1984) – János, Mari férje
- Veszett kutyák (1984; rövid játékfilm)
- A másik oldal (1985; tévéfilm)
- A rejtőzködő (1985) – József
- Egy kicsit én, egy kicsit te (1985) – Feri
- Lenkey tábornok (1985; tévéfilm) – Lenkey János
- Valaki figyel (1985) – Ratkoffy
- Hülyeség nem akadály (1986) – Robi
- Meddőhányó (1987; tévéfilm)
- Tiszta Amerika (1987) – Tölgyesi Frigyes
- Vakvilágban (1987) – Sándor
- Vadon (1988)
- Románc (1989; tévéfilm)
- Rudolfió (1989)
- Tutajosok (1989) – Schwarz Salamon
- A Vipera (1990)
- Cikász és a halló pálmák (1990; tévéfilm) – Laci
- Jó estét, Wallenberg úr (1990) – Far vid táget
- Melodráma (1991) – Feri nagyapja
- Nagy utazás (1992)
- Sose halunk meg (1992) – Pap
- Zsötem (1992) – Laci
- A kert (1993; tévéfilm) – Parancsnok
- Nature morte (1993; tévéfilm) – Dávid
- Nyomkereső (1993) – Gergő papája
- Bűvös vadász (1994) – Félszemű Monk
- Arany nyugágy (1995)
- Istálló (1995; tévéfilm)
- Szamba (1995) – Dezső
- Útrakelés (1995)
- Vörös Colibri (1995) – Feri
- Kisváros (1996-1998; tévésorozat) – Bogáti úr; Dr. Kedvesi Lajos
- A világ legkisebb alapítványa (1997) – Pista; Étienne, a sofőr
- A Szórád-ház 1-4. (1997; tévésorozat) – Zahorecz
- Szabadság tér '56 (1997; tévéfilm)
- Szökés (1997) – Erdész
- Három szerelem (1998; tévéfilm)
- Kalózok (1998) – Kristóf
- Kvartett (2001) – Az öregember
- A színház mindig legenda (2002)
- Közellenség (2002)
- A temetetlen halott (2004)
- Sorstalanság (2005) – Értelmiségi
- A hét nyolcadik napja (2006) – Pap (hang)
- Fehér tenyér (2006) – Apa
- Lora (2007) – Apa
- Tavasz, nyár, ősz (2007; tévéfilm)
- Uszodai tolvaj (2007; rövid játékfilm) – Edző
- Zuhanórepülés (2007) – Nagybácsi
- Mázli (2008) – István
- Príma primavéra (2008) – Gábor
- Vallomás (2008; rövid játékfilm) – Apa
- Utolsó idők (2009) – Orvos
- Antigoné (2010) – Oedipus
- Visszatérés (2010)
- Hacktion (2011-2012) – Imre
- Isztambul (2011) – Munk János
- Én is téged, nagyon (2012; rövid játékfilm) – Apa
- A győztes (2014; rövid játékfilm)[10] – Kovács István
- Agapé (2014; rövid játékfilm) – Férfi
- Búcsú (2014; rövid játékfilm) – Apa
- Wish to be a Red Indian (2014; rövid játékfilm)
- Kossuthkifli (2015; tévésorozat) – Zöldfa bérlője
- Szerdai gyerek (2015) – Havalda
- Jutalomjáték (2016) – Ferenczi bácsi
- A Viszkis (2017) – Pap
- Lajkó – Cigány az űrben (2018) – Forgács ezredes
- Tóth János (2018–2019; tévésorozat) – Menyhért
- Akik maradtak (2019) – Seilmann Pista
- Hazug (2019) – Idős férfi
- Felkészülés meghatározatlan ideig tartó együttlétre (2020) – Dr. Fried
- Nagypapa (2021; rövid játékfilm) – Nagypapa
- Kellemes Apokalipszist! (2023; rövid játékfilm) – Márton
- Látom, amit látsz (2023) – Fellegi professzor
- Magány (2023; rövid játékfilm) – Tamás főnöke

### Rendezőként
- Alagút (1980)[11](Sinkó László, Vajda László)
- Álombalzsam (1988) (forgatókönyvíró is)
- Montaigne, avagy a szkeptikus (1992)
- A három nővér (1991) (forgatókönyvíró is)
- A magányos sétáló álmodozásai (1993)
- Portugál (2000) (forgatókönyvíró is)
- Kurvák iskolája (2011) (forgatókönyvíró is)

### Szinkronszínészként
| Év   | Cím                 | Szereplő      | Színész       | Szinkron év |
| ---- | ------------------- | ------------- | ------------- | ----------- |
| 1994 | Ványa a 42. utcában | Andre Gregory | Andre Gregory | 2006        |
| 1997 | Az ég kékje         | N/A           | N/A           | 1999        |
| 2003 | Mai menyegző        | N/A           | N/A           | 2007        |

## Díjai
- A filmszemle legjobb férfialakítás díja (1984, 1985, 1988)
- Magyar Filmkritikusok Díja — A legjobb férfi alakítás díja (1985, 1992, 2010)
- Jászai Mari-díj (1985)
- A franciaországi filmszemle díja (1992)
- B. Nagy László-díj (1992)
- Érdemes művész (1997)
- Kossuth-díj (2006)
- Arlecchino-díj: legjobb férfi alakítás (2014)
- Arany Medál Életműdíj (2019)[12]
- Legjobb rövidfilm színész – Stockholm City Film Festival (Kellemes Apokalipszist!, 2023 június)[13][14]